# Ищар (певица)
 Тази статия е за израелската певица.  За акадската богиня вижте Ищар.  
Ети Зах (на иврит: אישתאר), по-известна като Ищар, е израелска певица. Известна е като вокалистка на френската група Алабина, както и с песните „C'est La Vie“, „Last Kiss“, „Habibi (Sawah)“ и „Horchat Hai Caliptus“.

## Биография
Ищар е родена на 10 ноември 1968 г. в Кирят Ата, до Хайфа, Израел. Майка ѝ е египтянка, а баща ѝ – мароканец, като и двамата били евреи.
Тя говори и пее на арабски, иврит, френски, испански, български, руски и английски, както и дарижа.
Ищар започва да пее още на 14 години и продължава, дори по време на службата си в Израелските отбранителни сили. Въпреки че истинското ѝ име е Ети Зах, избира името Ищар (месопотамската богиня на любовта и войната), защото нейната баба я наричала Естер, но заради египетския ѝ акцент звучало като Ищар.
Някъде по това време неин приятел я поканва на гости във Франция. Скоро се влюбва в държавата и решава да заживее там.

## Кариера
Веднъж преместила се във Франция, тя започва работа като беквокал във фламенко представления. Човекът, който открил таланта ѝ – Чарлс Ибгуй бил очарован от гласа ѝ и затова я представил на Los Niños de Sara (Момчетата на Сара). Присъединява се към групата като вокалистка и заедно вече се изявяват под името Алабина.
Алабина скоро има световен успех, като намира място в чартовете Топ 10 и Топ 40, като само в САЩ това ставало няколко пъти.
Алабина постига своята популярност със смесването на фламенко, арабски, поп и денс ритми. Los Niños de Sara обикновено пеят на испански, докато Ищар може да пее и на арабски, френски, иврит или на смес от тези езици. Някои песни на групата са именно комбинация между испански и арабски.

### Соло кариера
Въпреки двата успешни албума с Алабина, Ищар решава да направи свой собствен соло проект (въпреки че все още е част от групата). Los Niños de Sara също издават свои собствени дискове.
През ноември 2000 година излиза албумът ѝ „La Voix d'Alabina“ (Гласът на Алабина). В него се съчетани ориенталски с арабски и денс ритми. Девет от дванадесетте песни са главно на френски, въпреки че в някои песни са примесени арабски, испански, иврит и английски (например „Last Kiss“ е на английски, но има и част от текста, която е на арабски). Някои от песните стават успешни ремикси, особено „Last Kiss“.
Ищар също посещава и Израел, където участва в няколко телевизионни шоута, пеейки в дует с някои местни изпълнители, като Pavlo Rosenberg, Avihu Medina, и David D'Or.
Продължава да обикаля света с Алабина през следващите няколко години, докато работи по нейния втори самостоятелен албум „Truly Emet“, който излиза през август 2003 година. Този път повечето песни са на иврит. Въпреки всичко, тя решава да прави повече песни-миксове между арабски и иврит, за да покаже, че може да има хармония между двете култури. „Truly Emet“ отново жъне успех в дискотеките, особено C'est La Vie и отново „Last Kiss“.
Прави още няколко изпълнения с Алабина, въпреки че през 2005 година изглежда, че бандата ще се разпадне поради липсата на активна дейност или реализация на нови албуми.
Третият албум на Ищар, „Je Sais D'où Je Viens“ (Знам откъде идвам), вижда бял свят през ноември 2005 година. И този път музиката е ориенталска, обаче с повече денс привкус, като хип-хоп ритми са прокарани между арабските такива. Повечето песни са на арабски, четири са на френски и няколко на английски, докато испански и иврит присъстват в целия албум. Ищар отново постига успех с „Habibi (Sawah)“, в който за първи път в нейната кариера участва и рапърът JMI Sissoko.
Скоро след това албумът „The Alabina Years“ (Годините на Алабина) е факт, като включва микс от соловите песни на Ищар, хитовете ѝ с Алабина, както и някои нови английски песни.
Ищар заживява във Франция, като работи върху албума си „Best Of“.
През 2005 година певицата издава своя пети албум, който е записан в Париж, Ню Йорк и в Турция. В този албум е включена арабската музика от детството ѝ, заедно с разнообразни испански и западни ритми, като също прави и няколко дуета с рапъра JMI Sissoko.
След този албум Ищар решава да си даде почивка, за да може да роди нейните близнаци през 2007 година.
През 2009 година записва песента „Yahad“ в дует с Kobi Peretz, която е наградена за „Най-добра песен на годината“ на музикалните награди Apple в Ню Йорк.
През 2012 година издава своя най-нов албум – „7“, като той съдържа 12 песни, първата от които е „Mi Amor“. Една от тях е „Облаче ле бяло“.
През 2015 година Ищар записва дует с българската певица Цветелина Янева, озаглавен „Музика в мен“.

## Дискография
- The Voice of Alabina (2000)
- Truly (Emet) (2003)
- Je Sais d'où Je Viens (2005)
- The Alabina Years
- Best of Ishtar Alabina (2009)
- 7 (2012)
- Baila (2016)

Сингли
- Last Kiss
- C'est La Vie
- Habibi (Sawah)
- Yahad